# Љен Ђуенђе
Љен Ђуенђе (пинјин Lian Junjie; 3. новембар 2000) елитни је кинески скакач у воду и члан репрезентације Кине. Његова специјалност су појединачни и синхронизовани скокови са торња са висина од 10 метара. 
Највећи успех у каријери остварио је на светском првенству 2017. у Будимпешти када је у пару са Жен Ћен у дисциплини торањ синхронизовано микс освојио златну медаљу са 352,98 освојених бодова. Годину дана раније освојио је златну медаљу у појединачним скоковима са торња на светском првенству за јуниоре.